# لويس مويست
لويس مويست (بالإنجليزية: Lewis Moist)‏ (1881 – 1940) هو سبّاح من بريطانيا الغظمي راحل، مثّل بلاده في الألعاب الأولمبية الصيفية 1908.

## روابط خارجية
لويس مويست على موقع أوليمبيديا (الإنجليزية)